# Emilia coccinea
Espèce
Emilia Coccinea est une espèce de plantes à fleurs de la famille des Asteraceae. À l'état sauvage, elle se rencontre en République démocratique du Congo, en Angola et en Zambie.
Ses propriétés sont souvent confondues avec celles d'Emilia lisowskiana et Emilia praetermissa Milne-Redh. De même, les aires de répartition d’Emilia lisowskiana et Emilia coccinea se superposent (République démocratique du Congo, Angola et Zambie) avec des différences néanmoins d’un point de vue écologique.
Emilia reste proche de Senecio et, d’un point de vue végétatif, ressemble à des espèces de Sonchus mais s’en distingue grâce à ses tiges pleines et à l’absence de latex.
Lors d'une utilisation ornementale, Emilia coccinea est souvent confondue avec l'Emilia flammea et Emilia javanica.
Son nom vernaculaire en swahili est Kilembe cha mbwana, ulimi wa ngombe, en français il s’agit d’Émilie ou cucolie écarlate, en anglais on parle de Tassel flower, Cupid’s paintbrush ou red thistle.

## Description
Emilia coccinea peut atteindre 90 à 120 cm de haut et se trouve dans les régions d'Afrique suivantes : Sierra Leone, Liberia, Côte d’Ivoire, Ghana, Togo, Nigeria, Guinée équatoriale, Centrafrique, R.D. du Congo, Zambie, Angola, Cameroun, Zimbabwe, Mozambique et parfois en Guinée, au Soudan et en Ouganda.
Plante herbacée avec des tiges glabres et des feuilles alternes simples, ses fleurs sont bisexuées avec une corolle tubulaire de 7 à 10 mm de long, orange-jaune à orange. Les étamines forment un tube et le fruit est un akène de 2 mm de long courtement poilu avec un pappus de 6 mm de long. Il existe environ 100 espèces de cette plante indigène dans les tropiques de l’Ancien Monde.
Présente dans la forêt dense plutôt secondaire, les lisières de forêt et les plantations (ex. bananiers, palmiers à huile) jusqu'à 1 700 m d’altitude, Emilia coccinea reste une adventice des bords de routes, terrains vagues et friches. Dans l’est de l’Afrique il est présent dans les régions sèches jusqu'à 2 000 m d’altitude.
En tant que plante ornementale, il peut être multiplié par boutures mais est généralement reproduit par graines. Il est récolté pendant la saison des pluies pour l’autoconsommation et est présent sur les marchés locaux (Tanzanie). Cette plante se cultive facilement puisqu'il existe des cultivars à des fins ornementales tels que le Scarlet Magic.

## Utilité
Cette plante peut être utilisée en légume dont les feuilles sont généralement consommées hachées, crues ou cuites avec des légumes secs comme les pois et haricots (Tanzanie).
Le jus de feuilles frais est antimicrobien, antioxydant et anti-inflammatoire. Il peut être utilisé pour traiter toutes sortes de troubles de la peau tels que l’abcès du sein, les ulcères dus au pian, les affections lépreuses, la gale, les poux et la teigne (Congo).
On peut récupérer le jus de la plante écrasée afin de soigner les inflammations  oculaires : il suffit de verser la préparation sur une compresse froide et l’appliquer localement. Il est possible de faire une infusion des feuilles d'Emilia coccinea avec des feuilles d’Ipomoea eriocarpa R.Br et de  l’utiliser comme collyre.
Les feuilles permettent aussi de traiter la filariose et la jaunisse, de plus broyer celles qui sont vertes permet de soigner les blessures, plaies et la sinusite.
On peut également faire de la poudre avec des feuilles séchées pour l’appliquer sur les plaies.
On traite la syphilis avec une décoction de feuilles bouillies ou racines, ces dernières permettant aussi de soigner les coliques chez les bébés (Tanzanie) et faisant office de médicament pour la poitrine (Kenya).

## Galerie

Emilia coccinea
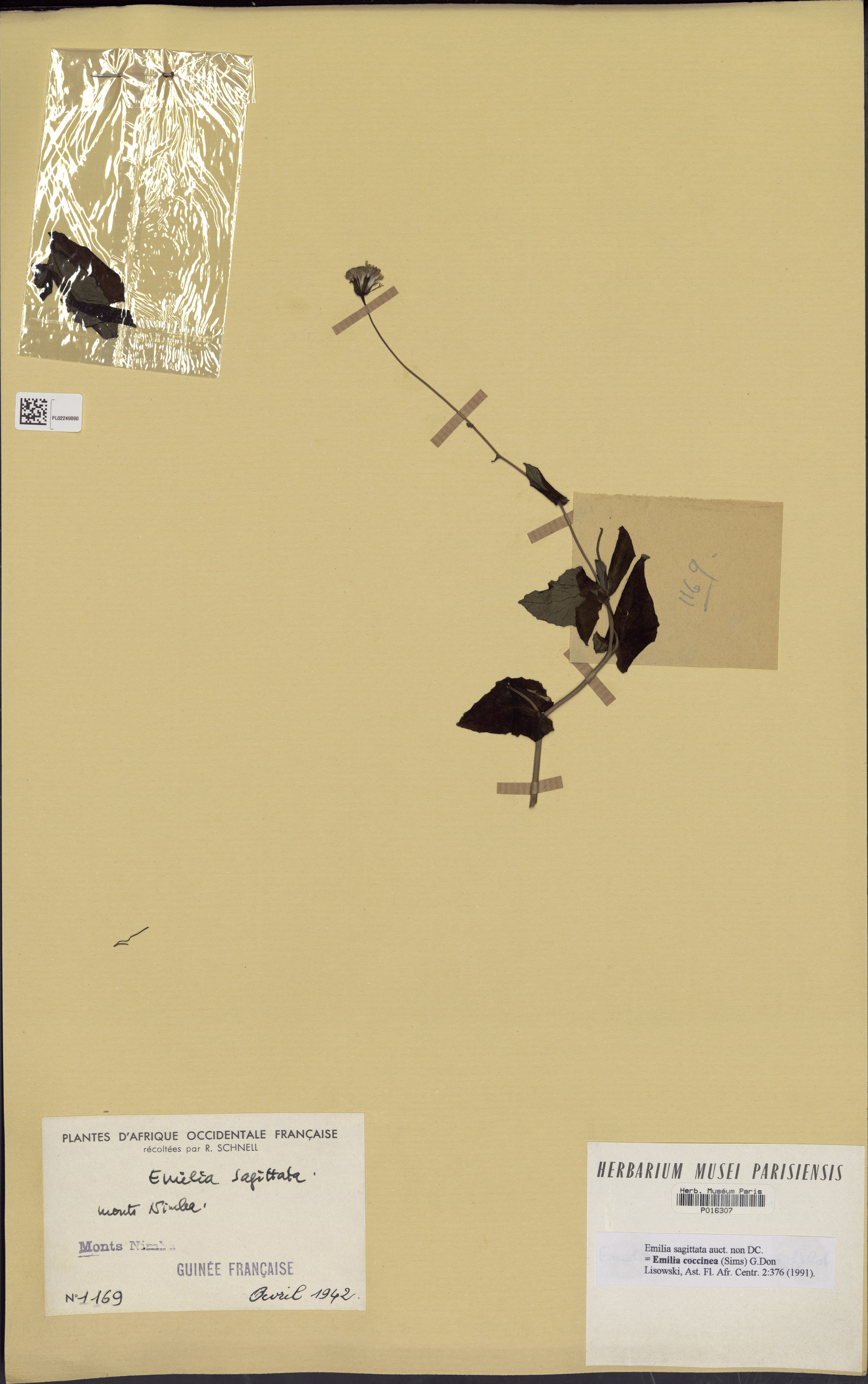
Spécimen d'herbier.
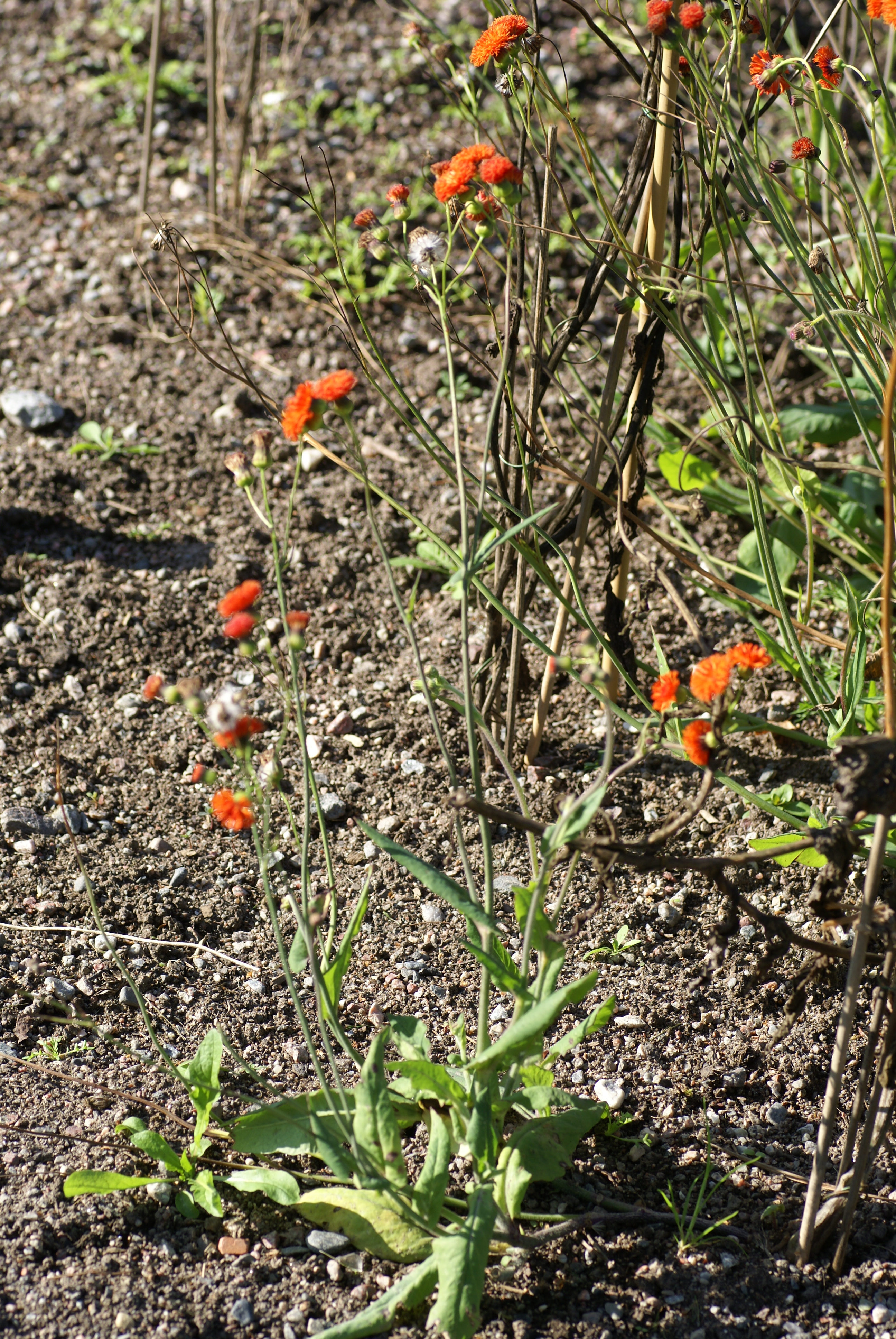
Plante entière.
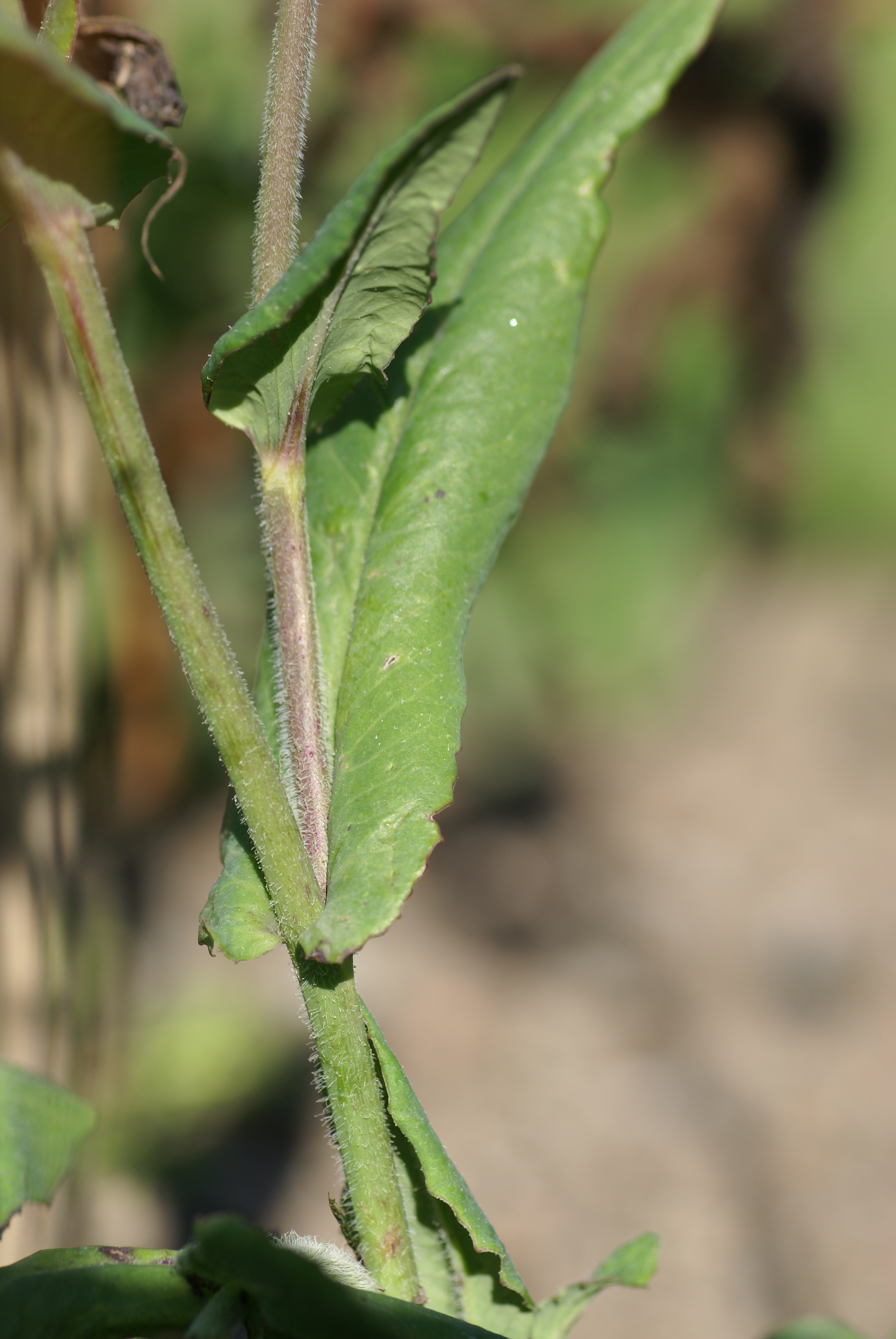
Tige feuillée.